# Tetsujin 28-go (сериал, 2004)
Tetsujin 28-gō (яп. 鉄人28号 букв. «Железный человек #28») — аниме-сериал, цветной ремейк оригинального сериала 1963 года, созданный студиями Genco и Palm Studio. Сценарист и режиссёр Ясухиро Имагава.
При выходе на прокат в англоязычных странах данный сериал не был переименован в «Гигантор», как это было с предыдущими аниме этой серии.
Данный сериал практически полностью повторяет сюжет оригинальной манги и первого сериала; стиль персонажей и роботов также был сохранён. Многие детали были доработаны, однако сюжет решили сильно сократить, убрав менее значимые сюжетные линии.

## Сюжет
К концу Второй мировой войны в отчаянной попытке сохранить Японскую Империю, военные решили тайно разработать супер-оружие. После 27 неудач профессор Канэда создаёт огромного робота с возможностью дистанционного управления; его высота составила 3 этажа. Он называет его Тэцудзин 28 (Робот 28). Однако война уже закончилась, а профессор скоропостижно умирает от сердечного приступа. В результате робот так и не был использован для главной цели и перешёл по наследству к десятилетнему сыну профессора — Сётаро. Вместе с роботом главный герой начинает вести борьбу против преступности и вражеских роботов.

## Персонажи
- Сётаро Канэда (яп. 金田 正太郎 Канэда Сётаро)

Сэйю: Кумаи Мотоко
Главный герой, десятилетний сын профессора Тэцуина. Очень привязан к своему роботу. В Токио широко известен как детектив. Умеет водить машину.
- Профессор Сикисима (яп. 敷島 博士 Сикисима-хакасэ)

Сэйю: Сигэру Исияма
Бывший ассистент покойного профессора Канэда, а также наставник и защитник Сётаро. Очень серьёзно относится к своей работе и обязанностям. Женат и имеет сына по имени Тэцуо.
- Инспектор Оцука (яп. 大塚 署長 Оцука-сётё):

Сэйю: Минору Инаба
Главный комиссар Токийской полиции. Очень добрый человек, полный энтузиазма, при этом несерьёзно относящийся к своей работе. Лучший друг Сикисимы. Выступает в роли приёмного отца Сётаро.
- Кэндзи Мурасамэ (яп. 村雨 健次 Мурасамэ Кэндзи):

Сэйю: Юи Микимото
Бывший офицер разведки. В оригинале его внешность и роль сильно отличаются. Так в старом аниме-сериале он всегда помогает Сётаро, а в ремейке является лидером преступной организации и пытается отомстить сыну профессора за двоих убитых братьев.
- Профессор Сютаин Франкэн (яп. 不乱拳酒多飲 博士 Фуранкэн Сютаин-хакасэ):

Безумный учёный, создатель робота Блэк Окс. Обычно очень спокоен, но всегда занимается опасными разработками. В первом аниме сериале известен как Black Dog (рус. Чёрная Собака).
- Супермен Келли (яп. 超人間 ケリー Тёнингэн Кэри):

Американец, который добровольно пожертвовал своё тело для секретных военных исследований. В результате стал киборгом, единственная оставшаяся человеческая часть — мозг. Крадёт память брата Джонсона, чтобы отомстить профессору, который превратил Келли в киборга.